# Mehadia

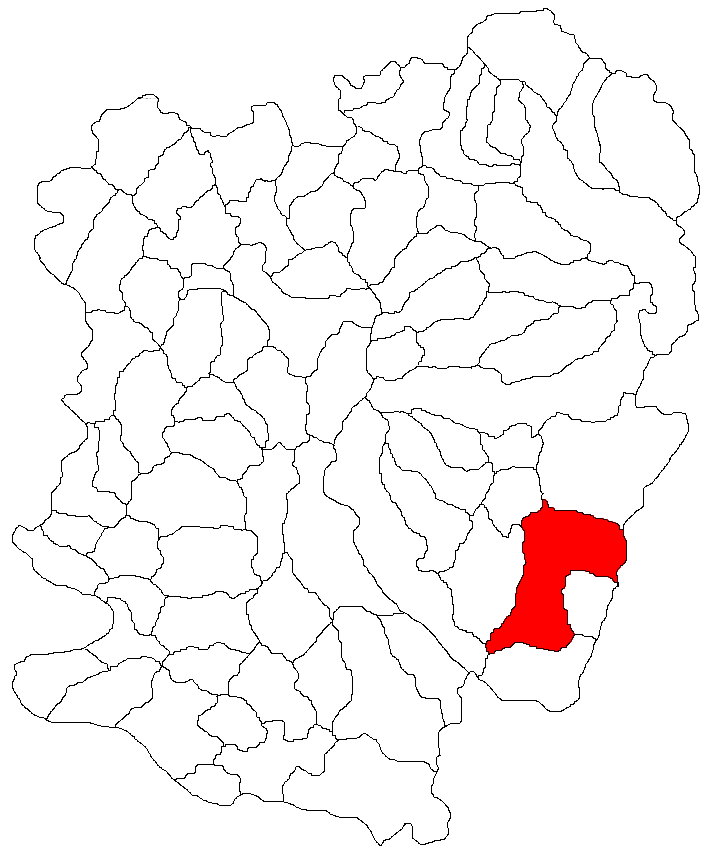
Lage der Gemeinde Mehadia im Kreis Caraș-Severin

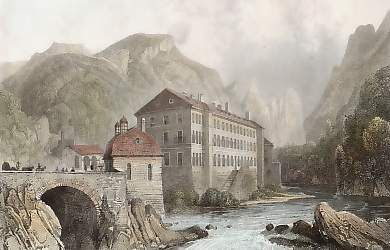
Mehadia 1835

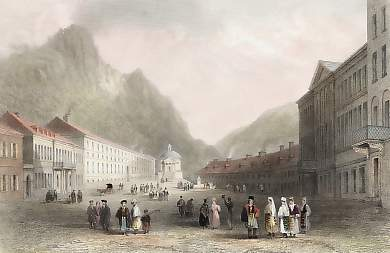
Mehadia 1842

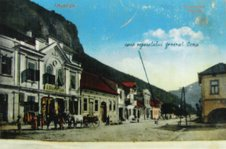
Mehadia 1918

Mehadia (ungarisch Mehádia, deutsch Mehadia) ist eine Gemeinde im Kreis Caraș-Severin, im Banat, Rumänien. Zur Gemeinde Mehadia gehören die Dörfer Globurău, Plugova und Valea Bolvașnița.

## Geografische Lage
Mehadia liegt im Cerna-Tal, im Banater Gebirge, im Südwesten Rumäniens, an der Europastraße E70, 24 km von Orșova und 10 km von Băile Herculane entfernt. Mehadia befindet sich im Nationalpark Domogled-Valea Cernei.

## Nachbarorte
| Iablanița     | Cornea                                      | Valea Bolvașnița                   |
| Almăj-Gebirge | Kompassrose, die auf Nachbargemeinden zeigt | Nationalpark Domogled-Valea Cernei |
| Almăj-Gebirge | Topleț                                      | Băile Herculane                    |

## Geschichte

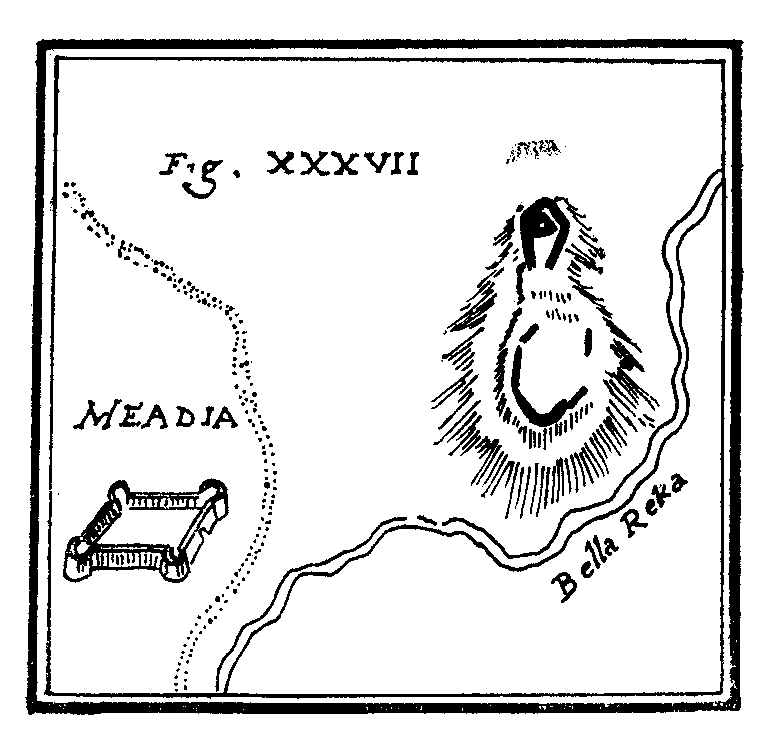
Plan der römischen Festung Ad Mediam von 1726 nach Marsigli

Die Besiedlung des Gebiets von Mehadia beginnt in der Kupfersteinzeit (Chalkolithikum). Auch aus der Hallstattzeit sind Siedlungsspuren bekannt.
Während der römischen Okkupation errichten die neuen Herren im frühen zweiten Jahrhundert das Kastell Mehadia (Praetorium) und nutzen die nahe gelegenen Herkules-Bäder (Thermae Herculis). In der zweiten Hälfte des dritten Jahrhunderts, um die Jahre 270/275 unter Aurelian, wurde der Ort im Rahmen des allgemeinen Rückzugs der Römer aus Dakien zwar zunächst geräumt, jedoch in der Spätantike als vorgeschobener Grenzposten neu errichtet.
Mehadia nahm bereits im Spätmittelalter auf Grund seiner geographischen Lage einen militärpolitisch bedeutsamen Platz ein. Die mittelalterliche Festung wurde im 18. Jahrhundert als Bestandteil der Banater Militärgrenze zu einem befestigten Grenzort ausgebaut. Mehadia erhielt im Zusammenhang mit der karolinischen Kolonisation Zusiedlungen von deutschen Kolonisten. Zwischen 1740 und 1742 kamen vor allem Einwanderer aus der Steiermark, aus Tirol und aus Siebenbürgen.
Am 4. Juni 1920 wurde das Banat infolge des Vertrags von Trianon dreigeteilt. Der größte, östliche Teil, zu dem auch Mehadia gehörte, fiel an das Königreich Rumänien.
Infolge des Waffen-SS Abkommens vom 12. Mai 1943 zwischen der Antonescu-Regierung und Hitler-Deutschland wurden alle deutschstämmigen wehrpflichtigen Männer in die deutsche Armee eingezogen. Dafür mussten die Deutschen aus Rumänien nach dem Seitenwechsel Rumäniens am 23. August 1944 büßen. Noch vor Kriegsende, im Januar 1945, fand die Deportation aller volksdeutschen Frauen zwischen 18 und 30 Jahren und Männer im Alter von 16 bis 45 Jahren zur Aufbauarbeit in die Sowjetunion statt.
Das Bodenreformgesetz vom 23. März 1945, das die Enteignung der deutschen Bauern in Rumänien vorsah, entzog der ländlichen Bevölkerung die Lebensgrundlage. Der enteignete Boden wurde an Kleinbauern, Landarbeiter und Kolonisten aus anderen Landesteilen verteilt. Anfang der 1950er Jahre wurde die Kollektivierung der Landwirtschaft eingeleitet.
Durch das Nationalisierungsgesetz vom 11. Juni 1948, das die Verstaatlichung aller Industrie- und Handelsbetriebe, Banken und Versicherungen vorsah, fand die Enteignung aller Wirtschaftsbetriebe statt.

## Burg Mehadia
Mehadia war eine königliche Burg im Severiner Banat. Sie stand schon im 13. Jahrhundert, als König Béla IV. sie befestigte, und sie wurde im 18. Jahrhundert zerstört. 1323 ernannte König Karl Robert von Anjou hier einen „castellanus de Myhald“. Anfangs zogen von hier aus die ungarischen Könige (Karl Robert und Ludwig der Große) in den Kampf gegen die Wojwoden der Walachei (Basarab I. und Vlaicu Vodă). 1402 soll erstmals ein „Comes von Mihald“ erwähnt worden sein. Mehadia war eines der sieben (zeitweilig sogar acht) „walachischen Distrikte“ des Severiner Banats.
Die Burg bestand aus einem älteren, wahrscheinlich im 13. Jahrhundert erbauten sechseckigen Turm und aus einem später (vermutlich in der Zeit Johann Hunyadis) errichteten runden Turm. Diese Türme waren mit zwei parallel verlaufenden Mauern verbunden, die so einen 6 Meter breiten Gang bildeten. Eine dieser Mauern war 3 Meter dick und die andere war etwa 65 Meter lang. Die Ruinen der nordwestlichen Mauern des ersteren Turms, deren Länge 6,50 Meter betrug, sind auch heute noch auf der Anhöhe, die Grad (= Burg) genannt wird, zu sehen. Der Sockel des Wehrbaus bestand aus Kalkblöcken, und zum Bau der 2 Meter dicken Turmmauern verwendete man Fluss- und Felssteine. Der Turm hatte außer dem Erdgeschoss auch noch drei Stockwerke, die insgesamt eine Höhe von 15 bis 20 Metern erreichten.
Da die Türkengefahr ständig stieg, verstärkte Pippo Spano di Ozora die Burg. Danach wurde sie 1429 mit den entlang der Donau gelegenen Burgen vom Deutschen Ritterorden unter der Heerführung von Nikolaus von Redwitz übernommen. Im nächsten Jahr, am 24. Februar 1430 notierte von Redwitz, dass die Burg Mihald mit ihren „drey slosser“ mehr Geld benötige als selbst die Residenzburg Severin. Hier wurden zum ersten Mal statt der genannten zwei Türme „drei Schlösser“ erwähnt. Über die Entstehung des dritten Wehrbaus ist wenig bekannt. Der erste ausführliche Plan dieses Baus, ist 1697 durch den österreichischen Offizier Graf Luigi Ferdinando Marsigli angefertigt worden.
Nach dem Abzug des Deutschen Ritterordens wurde die Burg von Johann Hunyadi und Pál Kinizsi befestigt. Sowohl König Sigismund Báthory als auch König Matthias Corvinus benutzten Mihald als Stützpunkt in den Kriegen gegen die Türken. Wegen ihrer besonderen Bedeutung schloss König Ludwig von Böhmen und Ungarn 1519 ein Abkommen mit Sultan Süleyman I., in dem sich die Türken verpflichteten, von der Mihalder Burg fernzubleiben. Sogar nach der Niederlage von Mohács (1526) bestand der Thronfolger Ferdinand darauf, dass Mihald in königlichem Besitz bleibe. Die Burg ging jedoch in den Besitz des siebenbürgischen Fürsten und Türkenfreundes Johann Zápolya über. 1554 führte Peter Petrovics, der Banus der Burgen Lugoj, Caransebeș und Mihald, Befestigungsarbeiten an den Mauern der letzteren durch und erneuerte den sechseckigen Turm, dessen Ruinen auch heute noch vorhanden sind. Trotzdem soll die Burg doch noch in türkische Hände gefallen sein, als 1595 unter ihren Mauern der walachische Wojwode Michael der Tapfere gegen die Türken kämpfte.
Die ehemalige Festung wurde im 18. Jahrhundert als Bestandteil der Banater Militärgrenze zu einem befestigten Grenzort ausgebaut. Die Festungswerke von Mehadia wurden in den Felsen hineingebaut. Die Anlage besaß einen unregelmäßigen Grundriss, der an drei Seiten durch Ravelins mit vorgebauten Contregarden geschützt war. Die Ravelins wurden durch geschützte Kurtinen miteinander verbunden. 1717 wurde sie von Prinz Eugen von Savoyen besichtigt, der danach auch ihre Befestigung anordnete. Bei dieser Gelegenheit wurden zwei Forts errichtet: das erste, „Sankt Andreas“ genannt und das zweite an der Stelle, die man heute „Schanze“ nennt. An der Stelle des „St. Andreas“-Forts befindet sich heute das Mehadiaer Gymnasium. Unter den Ruinen des zweiten Forts befindet sich der teilweise erhalten gebliebenen Turm.
Die Kämpfe um Mehadia im 3. türkisch-österreichischen Krieg (1737–1739) werden von Karl Kraushaar geschildert. Nachdem die Türken am 24. April 1738 Alt-Orschowa eingenommen hatten, wandten sie sich Mehadia zu und belagerten die Burg. Die Kaiserlichen reagierten darauf nur sehr langsam. Erst im Juni gelang es ihnen, die nötigen Truppen bei Temeschburg aufzustellen. Am 22. Juni brachen sie auf und kamen nach vier Tagen in Karansebesch an. Inzwischen wurde Mehadia von den Türken erobert. Am 4. Juli 1738 stießen die Österreicher unter Großherzog Franz von Lothringen unerwartet an das türkische Heer. Kämpfend erreichten sie am 9. Juli 1738 Mehadia, wo die Türken kapitulierten und sich danach zurückzogen. Entgegen allen Erwartungen erschienen sie am 15. Juli wieder vor Mehadia und stürmten viermal die Burg, ohne sie einnehmen zu können. Nach der Erkrankung des Großherzogs kehrte eine Wende ein, und die Türken waren wieder in der Übermacht. Nach dem Frieden von Belgrad (1739) sollte die Mehadiaer Burg, die sich in den Händen der Türken befand, zerstört werden, was sich aber bis 1752 hinauszögerte. Gänzlich zerstört wurde sie im 4. türkisch-österreichischen Krieg zwischen 1788 und 1791. Der osmanische Großwesir Koca Yusuf Pascha schlug dort im August 1788 die Österreicher unter Franz Moritz von Lacy, ein Jahr später wurde er jedoch fast an derselben Stelle von den Österreichern unter Clerfait geschlagen.

## Römisch-katholische Kirche
Die römisch-katholische Bevölkerung wurde bis zur Einrichtung einer selbständigen Pfarrei im Jahr 1740 als Filiale der Festung Orșova von Minoritenpatres betreut. Dabei wurde das Patronatsrecht von Beginn an durch den Hofkriegsrat ausgeübt. Nach dem Visitationsprotokoll des Bischofs Josef Lonovics von Krivina wurde die Kirche 1745 errichtet. Dem widerspricht eine Quelle im Wiener Hofkammerarchiv, nach der die Kirche erst 1753 und 1754 neu erbaut wurde. Im gleichen Archiv befindet sich ein Plan, der Grund- und Aufriss der katholischen Kirche von Mehadia zeigt. Der Plan stammt aus dem Jahr 1756 und wurde von dem Maurermeister Johann Michael Dobler verfasst. Laut den Beischriften auf dem Plan wurde der Riss noch im August 1756 von Wolfgang Holz in Temeswar ratifiziert.
Der Grundriss der Kirche von Mehadia entspricht einer Saalkirche mit eingezogenem Chor mit trapezförmiger Apsis. Die Länge der Kirche beträgt 20 Meter, die Breite des Schiffes 9 Meter, die Breite des Chores 7 Meter. Die Beleuchtung des Chores erfolgt durch zwei Fenster in den Seitenwänden, die des Kirchenschiffes durch je drei Fenster. Die Kirche wurde mit einer Flachdecke versehen, lediglich der Chor wurde eingewölbt. Die Fassade wurde mit einem Dreiecksgiebel abgeschlossen, der von einem Fenster mit ovaler Rundung durchbrochen war. Dieses Fenster wurde mit einer Platte gerahmt, die mit Blumenranken verziert war. Der Dachreiterturm wurde mit einer welschen Haube mit Laterne gestaltet. Weil die Kirche während des letzten Türkenkrieges Ende des 18. Jahrhunderts schwer beschädigt wurde, erfolgte auf Kosten der Ungarischen Hofkammer bis 1795 der Wiederaufbau. Dabei erfuhr in erster Linie die Westfassade eine deutliche Veränderung, indem sie mit einem eingezogenen Fassadenturm mit quadratischem Grundriss ausgestattet wurde. Die Vertikalgliederung des Fassaden- und Turmgeschosses erfolgt durch Pilaster mit dorisch nachempfundenen Kapitellen. Der konkav geschwungene Giebelaufsatz wurde mit einem Rundfenster durchbrochen. Über dem rechteckigen Portal erhebt sich ein Rundbogenfenster, das mit eingestellten Pilastern gerahmt wurde. Ähnliche Rundbogenfenster befinden sich im Turmgeschoss.

## Tourismus
Die Gemeinde liegt im Nationalpark Domogled-Valea Cernei, in der Nähe von Herkulesbad. In der Gegend sind zahlreiche Sehenswürdigkeiten, von denen die Ruinen des römischen Castrums, die Kirchen (alte Baudenkmäler), die Wassermühlen und die Kunsthandwerkstätten erwähnt werden können. In der Gegend um Mehadia sind ausgedehnte Wasserflächen (50 Hektar) vorhanden auf denen geangelt werden kann (vor allem Forellen). Gleichzeitig kann in den ungefähr 80.000 Hektar Wald der zu den Forstrevieren Mehadia und Herculane gehört, gejagt werden. Hier kann Großwild: Rehe, Wildschweine, Wölfe, Bären und Hirsche mit Sondergenehmigung gejagt werden.

## Demografie
| 1880 | 2097 | 1843 | 25  | 214 | 15                 |
| 1890 | 2480 | 2158 | 42  | 245 | 35                 |
| 1910 | 2504 | 2071 | 132 | 205 | 96                 |
| 1930 | 2162 | 1933 | 37  | 124 | 68                 |
| 1941 | 2346 | 2168 | 16  | 127 | 35                 |
| 1977 | 1968 | 1940 | 5   | 19  | 4                  |
| 1992 | 2834 | 2678 | 22  | 20  | 114                |
| 2002 | 2345 | 2321 | 10  | 12  | 2                  |
| 2021 | 3512 | 3177 | 2   | 2   | 331 (7 Mazedonier) |

## Söhne und Töchter der Gemeinde
- Nicolae Kovacs (1911–1977), rumänischer Fußballspieler und -trainer ungarischer Abstammung